# Deštenské pastviny
Deštenské pastviny jsou přírodní památka na území Chráněné krajinné oblasti Kokořínsko – Máchův kraj, v jižní části okresu Česká Lípa. Jedná se o stráň s výskytem zvláště chráněných rostlin.

## Historie
Přírodní památka zde byla vyhlášena 22. dubna 2003. Lokalita je v péči správy Chráněné krajinné oblasti Kokořínsko – Máchův kraj, regionálního pracoviště Agentury ochrany přírody a krajiny ČR.

## Přírodní poměry
Chráněné území s rozlohou 1,86 hektarů se nachází v nadmořské výšce 250–288 metrů. V západní části Kokořínska u silnice mezi Mělníkem a Dubou je zalesněná oblast s mnoha chráněnými územími, prameništi potoků Liběchovka a Pšovka, pískovcovitými útvary. U vesnice Deštná, kterou  silnice vede, se nachází Deštenský kopec (313 metrů). Na jeho jihozápadním úpatí leží stráň, v horních partiích porostlá stromy a dole zatravněná. Na loukách roste např. koniklec luční (Pulsatilla pratensis), hvězdnice zlatovlásek (Aster linosyris), sasanka lesní (Anemonoides sylvestris) či hořec brvitý (Gentianopsis ciliata). Mezi teplomilnými bezobratlými živočichy byla evidována vzácná cikáda chlumní (Cicadetta montana) nebo údajně vyhynulá pestřenka Pelecocera tricinta.

## Přístup
Lokalita leží 250 metrů západně od silnice I/9. K pastvinám nevedou žádné turisticky značené cesty ani cyklotrasy.

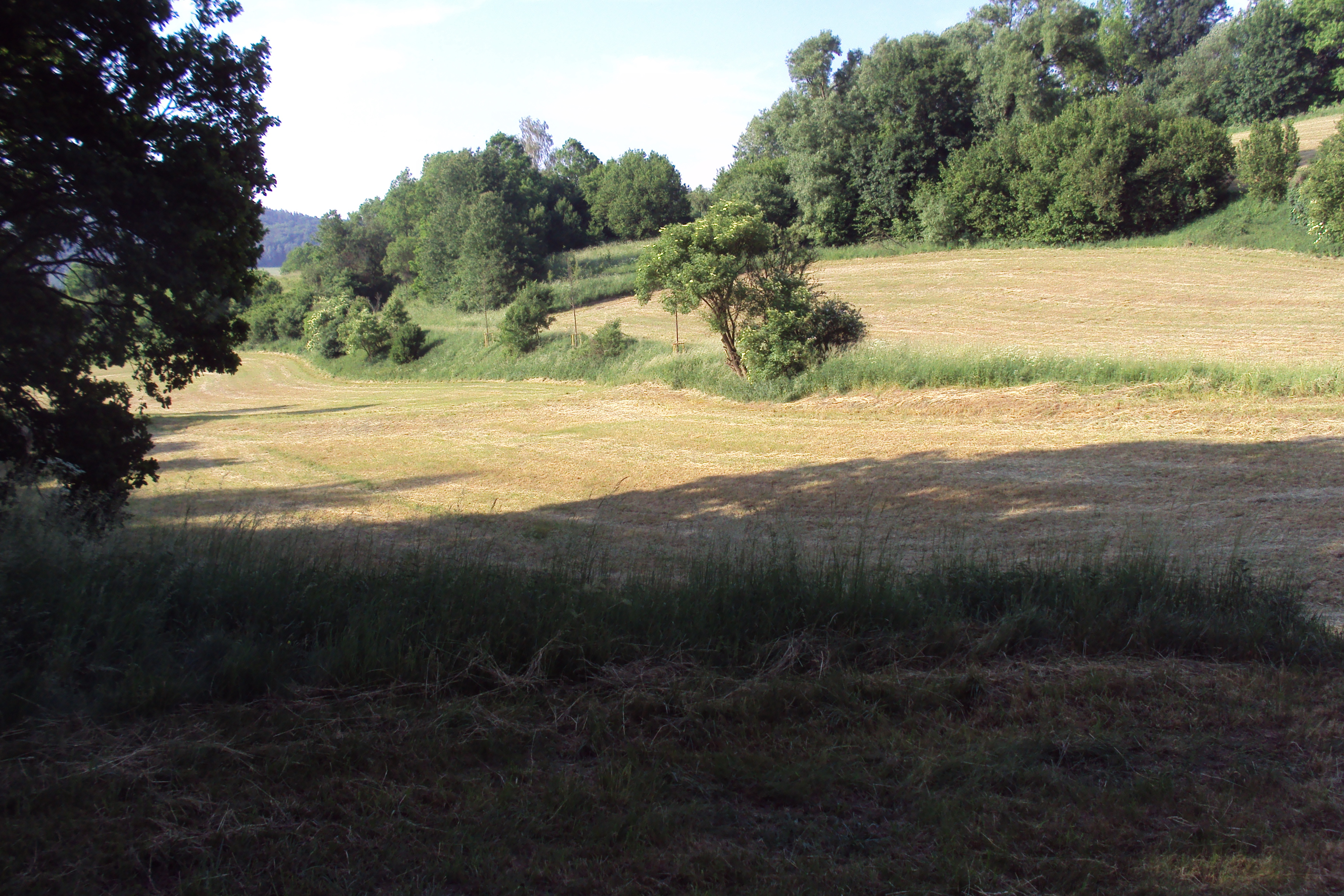
Deštenské pastviny